# Dark Blue Kiss 〜僕のキスは君だけに〜
Dark Blue Kiss 〜僕のキスは君だけに〜（タイ語: Dark Blue Kiss – จูบสุดท้ายเพื่อนายคนเดียว、ダークブルーキス）は、タワン・ウィホクラット（テイ）、ティティプーン・テーシャアパイクン（ニュー）、スパコーン・シーポートーン (ポッド)、ガウィン・キャスキー (フルーク)、チャヤポン・ジュターマー (エージェー)が主演する2019年のタイのテレビドラマ。 
Aof・ノファナック監督よって制作されたこのドラマは、GMMTVが2018年11月5日に開催したイベント「Wonder Th13teen」にて発表された、2019年の13個のテレビシリーズの一つである。  2019年10月12日より2019年12月28日まで、毎週土曜日にGMM 25とLINE TVにて、それぞれ21:25 ICTと23:00 ICTで放映された。   

## あらすじ
『Kiss Me Again』シリーズに続き、ピート（タワン・ウィホクラット）とカオ（ティティプーン・テーシャアパイクン）が家族との関係に悩みながらも関係を深めていく姿を描く。 
カオの妹が大学に進学するため、カオは高校生の家庭教師のアルバイトをして経済的に母親を支えていた。そんな中、カオの家庭教師がうまいと聞いた母親が勤める学校の校長から、息子のノン（チャヤポン・ジュターマー）の家庭教師を頼まれる。それを知ったピートはノンに嫉妬し、それはカオとの関係にも影響するのだった。 
かつてカオに思いを寄せていたサン（スパコーン・シーポートーン）は、彼の弟であるRain（プルーム・ポンピサン）をトラブルに巻き込むモーク（ガウィン・キャスキー）に口うるさく注意してきた。サンはそんな彼を変えるため、モークにカフェでの仕事を持ちかける。それをきっかけとして、2人の関係は徐々に変化していく。 

## キャストとキャラクター

### 主演
- ピート役：タワン・ウィホクラット（テイ）
- カオ役：ティティプーン・テーシャアパイクン （ニュー）
- サン役：スパコーン・シーポートーン（ポッド）
- モーク役：ガウィン・キャスキー (フルーク)
- ノン役：チャヤポン・ジュターマー（エージェー）

### サポート役
- レイン役：プルーム・ポンピサン
- サンディー役：ラパッサラン・チラウェートスントンクン （マイルド）
- タダ役：ジラキット・ターワンウォン (メーク)
- ジューン役：ナチャット・ジャンタパン (ニッキー)
- マナウ役：Patchatorn Thanawat (Ploy)
- キティ役：Lapisara Intarasut (Apple)
- ピートの父親役：Krittaphat Chanthanaphot
- カオの母親役：Benja Singkharawat (Yangyi)
- ノンの父親役：Paramej Noiam

### ゲスト出演
- バリスタ役：タナブーン・ワンロプシリナーン（ナ）
- プーウィン・タンサックユーン
- トライ・ニムタワット (ニオ)

## サウンドトラック
| 曲名（タイ文字表記） | 曲名（ラテン文字表記）   | アーティスト                                                                 | Ref.  |
| -------------------- | ------------------------ | ---------------------------------------------------------------------------- | ----- |
| ไม่มีนิยาม              | Mai Mee Ni Yam           | タワン・ウィホクラット （テイ） ティティプーン・テーシャアパイクン（ニュー） | [ 6 ] |
| ต่อให้เป็นจูบสุดท้าย       | Tor Hai Pen Joob Sud Tai | ガウィン・キャスキー（フルーク）                                             | [ 7 ] |

## ファンミーティング
2019年12月24日、GMMMVは「 POLCA The Journey：Tay＆New 1st Fan Meeting in Thailand 」というファンミーティングイベントを発表した。主要キャストが出演し、2020年3月21日にセントラルプラザ チェーンワッタナのチェーンワッタナホールで開催予定であった。   しかし、COVID-19の感染拡大への懸念から、このイベントは延期され、2020年8月1日に再スケジュールされた。  後に再度延期され、2020年11月28日に再スケジュールされたが 、さらに2021年2月20日に延期された。

## 日本での展開
- 2020年10月よりCS衛星劇場にて『Dark Blue Kiss～僕のキスは君だけに～』のタイトルで放送される。[13]
- 2021年2月1日よりU-NEXTにて配信が開始される。[14]
- 2021年3月31日にTCエンタテインメントより日本語字幕付きのBlu-ray BOXが発売される。[15]
- 2021年4月8日よりTOKYO MXにて毎週木曜13:00に地上波で初めて放送される。[16]